# 제52회 대종상
제52회 대종상은 2015년 11월 20일에 열린 시상식이다.

## 수상 및 후보

### 최우수작품상
- 국제시장 - 윤제균 수상
- 암살 - 최동훈
- 베테랑 - 류승완
- 사도 - 이준익
- 연평해전 - 김학순

### 감독상
- 국제시장 - 윤제균 수상
- 암살 - 최동훈
- 베테랑 - 류승완
- 사도 - 이준익
- 개를 훔치는 완벽한 방법 - 김성호
- 무뢰한 - 오승욱

### 시나리오상
- 국제시장 - 박수진 수상
- 베테랑 - 류승완
- 뷰티 인사이드 - 박정예 외 2명
- 암살 - 최동훈 외 1명
- 연평해전 - 김학순

### 남우주연상
- 국제시장 - 황정민 수상
- 암살 - 하정우
- 악의 연대기 - 손현주
- 베테랑 - 유아인
- 사도 - 유아인

### 여우주연상
- 암살 - 전지현 수상
- 국제시장 - 김윤진
- 차이나타운 - 김혜수
- 미쓰 와이프 - 엄정화
- 뷰티 인사이드 - 한효주

### 남우조연상
- 국제시장 - 오달수 수상
- 암살 - 오달수
- 카트 - 도경수
- 베테랑 - 유해진
- 쎄시봉 - 진구
- 상의원 - 유연석

### 여우조연상
- 사도 - 김해숙 수상
- 카트 - 김영애
- 개를 훔치는 완벽한 방법 - 김혜자
- 국제시장 - 라미란
- 베테랑 - 장윤주

### 신인남자배우상
- 강남 1970 - 이민호 수상
- 악의 연대기 - 박서준
- 연평해전 - 이현우
- 스물 - 강하늘
- 내 심장을 쏴라 - 여진구

### 신인여자배우상
- 봄 - 이유영 수상
- 강남 1970 - 설현
- 개를 훔치는 완벽한 방법 - 이레
- 경성학교: 사라진 소녀들 - 박소담
- 베테랑 - 장윤주
- 막걸스 - 홍아름

### 신인감독상
- 뷰티 인사이드 - 백종열 수상
- 봄 - 조근현
- 손님 - 김광태
- 스물 - 이병헌
- 차이나타운 - 한준희

### 촬영상
- 국제시장 - 최영환 수상
- 베테랑 - 최영환
- 봄 - 김정원
- 상의원 - 김지용
- 암살 - 김우형

### 편집상
- 국제시장 - 이진 수상
- 베테랑 - 김상범 외 1명
- 뷰티 인사이드 - 양진모
- 암살 - 신민경
- 연평해전 - 최민영

### 조명상
- 경성학교: 사라진 소녀들 - 김민재 수상
- 국제시장 - 김호성
- 베테랑 - 김호성
- 상의원 - 조규영
- 암살 - 김승규

### 음악상
- 더 테너 리리코 스핀토 - 김준성 수상
- 국제시장 - 이병우
- 사도 - 방준석
- 쎄시봉 - 이병훈
- 암살 - 장영규 외 1명

### 의상상
- 상의원 - 조상경 수상
- 간신 - 이진희
- 국제시장 - 권유진 외 1명
- 사도 - 심현섭
- 암살 - 조상경 외 1명

### 미술상
- 상의원 - 채경선 수상
- 간신 - 이태훈
- 국제시장 - 류성희
- 사도 - 강승용
- 암살 - 류성희

### 기획상
- 국제시장

### 첨단기술특별상
- 국제시장 - 한태정 외 4명 수상
- 경성학교: 사라진 소녀들 - 박의동
- 국제시장 - 황효균 외 2명
- 암살 - 정도안 외 1명
- 연평해전 - 정도안

### 한국영화공로상
- 정창화 수상
- 윤일봉 수상

### 남자인기상
- 김수현 수상

### 여자인기상
- 공효진 수상

### 녹음상
- 국제시장 - 이승철 외 1명 수상
- 더 테너 리리코 스핀토 - 공태원
- 베테랑 - 김창섭
- 상의원 - 최태영
- 암살 - 김석원 외 1명

### 해외 부문상
- 고원원 수상
- 순홍레이 수상